# Dong Yi (serie de televisión)
Dong Yi (en hangul, 동이; en hanja, 同伊) es una serie de televisión histórica surcoreana emitida originalmente durante 2010 y protagonizada por Han Hyo Joo, Ji Jin-hee, Lee So Yeon y Bae Soo-bin.
Fue transmitida por MBC desde el 22 de marzo hasta el 12 de octubre de 2010, finalizando con una longitud de 60 episodios, al aire las noches de los días lunes y martes a las 21:55 (KST). La serie toma lugar en la vida de Dong Yi, una joven esclava  que gracias a su esfuerzo se convierte consorte real del rey Sukjong.
Pese a que obtuvo gran recepción, con cuotas de audiencia superiores al 20 % y en ocasiones alcanzando 30 %, se ubicó en segundo lugar durante su periodo de emisión, solo superada por Giant de SBS.

## Argumento
Dong Yi es una sirvienta esclava huérfana que trabaja en la Oficina de la Música. Su personalidad cálida, su sinceridad y mente excepcionalmente aguda la ayuda en la solución de intrigas difíciles en la corte.
Si bien, en la resolución de un caso, se encuentra con el rey que se presenta como un juez de la corte. Él disfruta de su tratamiento de él como una persona normal, y se enamora de ella. Ella también gana el favor de la reina Inhyeon y se convierte en su confidente de confianza, entonces conoce a Jang Hui Bin, una concubina que inicialmente es su aliada, pero más tarde, se convierte en un enemigo acérrimo.
En su afán por sobrevivir en la corte y hacer justicia por los plebeyos como ella, hace muchos aliados, como su protector dedicada Cha Chun Soo, a quien considera un hermano mayor a pesar de no estar relacionada, también al jefe de la policía Seo Young Gi, y la dama de la corte Jung y Bong.
Dong Yi se convierte en una concubina real bajo el rango de Suk Bin y tiene un hijo que bajo su tutela, más tarde se convierte en el vigésimo primer rey de Joseon, Yeongjo, el padre del Príncipe Heredero Sado y abuelo de Yi San.

## Reparto

### Personajes principales
- Han Hyo Joo como Dong Yi.
  - Kim Yoo-jung como Dong Yi de niña.[4]
- Ji Jin-hee como Rey Sukjong.
- Lee So Yeon como Jang Hui Bin.
- Bae Soo-bin como Cha Chun-soo.

| - Park Ha Sun como Reina Inhyeon. - Jung Jin Young como Seo Young Gi. - Jung Dong Hwan como Oh Tae Suk. - Lee Kye In como Oh Tae Poong. - Choi Cheol Ho como Oh Yoon. - Kim Yu Seok como Jang Hee Jae. - Son Il Kwon como Hong Tae Yoon. - Shin Guk como Do Seung Ji. - Na Sung Kyoon como Jung In Gook. - Kim Dong Yoon como Shim Woon Taek. - Park Jung Soo como Reina Myeongseong (Madre de Sukjong). - Kim Hye Sun como Dama de la corte Jung. - Kim So Yi como Dama de la corte Bong. - Ahn Yeo Jin como Dama de la corte Jo. - Im Sung Min como Dama de la corte Choi. - Jeong Yu Mi como Jung Eum. - Kang Yoo Mi como Ae Jong. - Oh Eun Ho como Shi Bi. - Han Da Min como Eun Geum. - Choi Ha Na como Mi Ji. - Lee Jung Hoon como Lee Jong Wok. - Choi Jae Ho como Park Do Soo. - Yeo Ho Min como Oh Ho Yang. | - Lee Hee Do como Hwang Joo Shik. - Lee Kwang Soo como Yeong Dal - Jung Sung Woon como Choi Dong Joo. - Jung In Gi como Kim Hwan. - Jung Ki Sung como Discípulo de Kim Hwan. - Lee Sook como Dama Park. - Kim Hye Jin como Seol Hee. - Choi Ran como Dama Yoon (Madre de Hui Bin). - Yeo Hyun Soo como Ge Dwo Ra. - Choi Soo Han como young Dwo Ra. - Jung Eun Pyo como Padre de Ge Dwo Ra. - Jung Sun Il como Park Doo Kyung. - Kwon Min como Cha Soo Taek. - Choi Jong Hwan como Jang Mu Yeol. - Lee Hyung Suk como Geum / Principe Yeoning. - Yoon Chan como el Príncipe heredero (futuro rey Gyeongjong). - Nam Da-reum como Príncipe Eun-Pyung. - Heo Yi Seul como Young Sun. - Maeng Sang Hoon como Kim Goo Sun. - Oh Yeon Seo como Reina Inwon. - Chun Ho-jin como Choi Hyo-won. - Lee Jae Yong como Jang Ik Heon. - Choi Il Hwa como Seo Jung Ho. - Min Joon Hyu. |

## Banda sonora
- Jang Nara - «Wind from the end of the sky».
- Lim Hyung Joo - «Ke APART».
- Jang Yoon Jeong - «Aewolrang».
- Im Se Hyeon - «Steep».

## Emisión internacional
- Birmania: Myawaddy TV.
- Bosnia y Herzegovina: RTRS.
- Camboya: CTN.
- Canadá: Fairchild Television.
- Estados Unidos: MBC America.
- Filipinas: GMA Network y TeleAsia.
- Hong Kong: Entertainment Channel.
- Hungría: M1 y M2.
- Irán: IRIB TV3.
- Japón: NHK-BS Premium y NHK.
- Malasia: 8TV.
- Mongolia: TV5.
- Rumanía: TVR1.
- Singapur: Ok!K y Channel U.
- Sri Lanka: Rupavahini.
- Tailandia: Channel 3.
- Taiwán: GTV y Top TV.
- Turquía: TRT 1.
- Vietnam: VTV3.